# أوستال دوس ريس كاتوليكوس

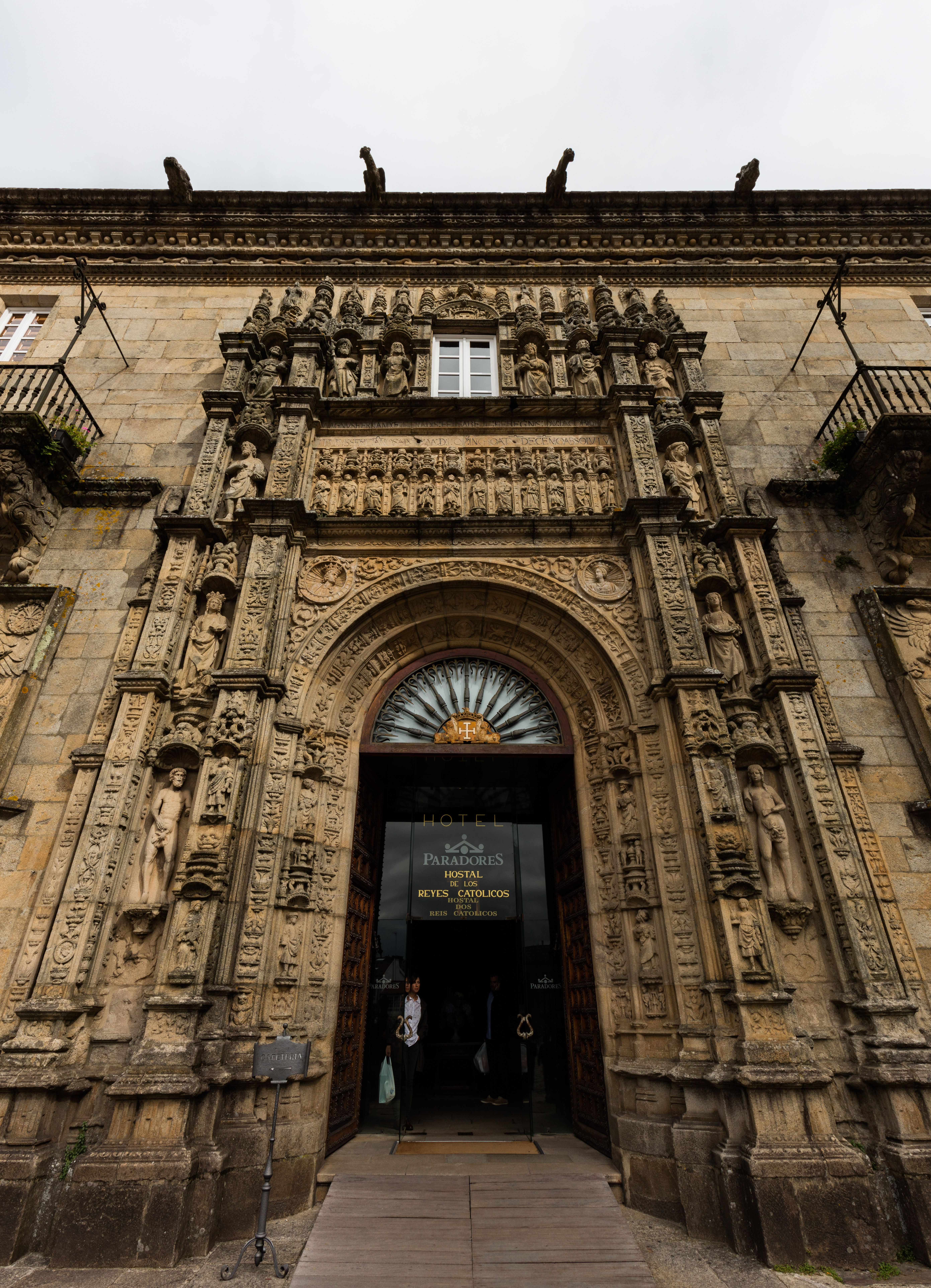
فندق أوستال دوس ريس كاتوليكوس.

أوستال دوس ريس كاتوليكوس (بالغاليسيّة: Hostal dos Reis Católicos؛ بالإسبانيّة: Hotel de Los Reyes Católicos) هو فندق برادور فاخر حاصل على 5 نجوم، وتقع في سانتياغو دي كومبوستيلا في غاليسيا، إسبانيا. شيد الفندق كواجب ديني في 1486، من قبل الملكان الكاثوليكيان فرناندو الثاني ملك أراغون وإيزابيلا الأولى ملكة قشتالة. ويعتبر الفندق على نطاق واسع أقدم فندق يعمل بصورة مستمرة في العالم، وكما يدعي أحيانًا «أجمل الفنادق في أوروبا».
يقع فندق أوستال دوس ريس كاتوليكوس في نهاية درب الحج الشهير، درب القديس يعقوب، والتي تقع بجانب كاتدرائية سانتياغو دي كومبوستيلا. حيث بنى الملكان الكاثوليكيان فرناندو الثاني ملك أراغون وإيزابيلا الأولى ملكة قشتالة الفندق لخدمة الحجاج من جميع أنحاء أوروبا، طوال العصور الوسطى. في أواخر القرن الخامس عشر قام كل من فرديناند وإيزابيل الانتهاء أنفسهم الحج عبر شمال اسبانيا. وكدليل على التقوى الدينية، وتنامي القوة الاقتصادية والسياسية، بدأت الملكية الإسبانية برنامجًا لتحسين البنية التحتية ودعم الخدمات على درب الحج في اسبانيا. حيث بنيت بيوت والجسور والكنائس، والآبار العامة الجديدة.